# Joanna Szczęsna

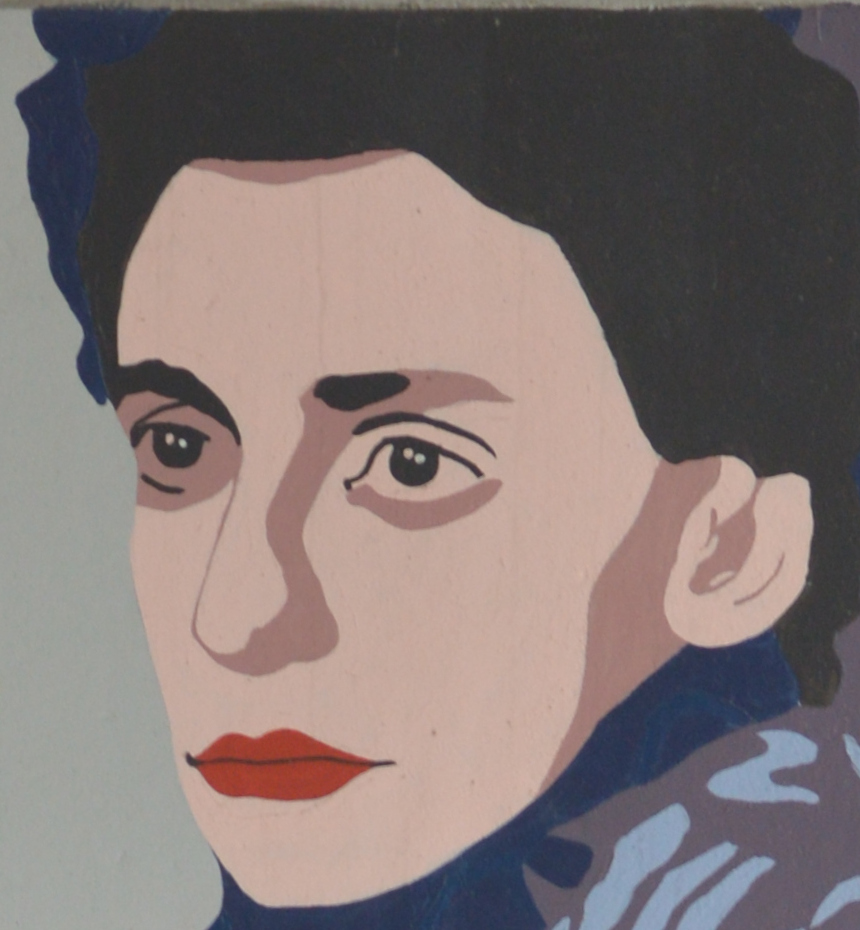
Wizerunek Joanny Szczęsnej na muralu „Kobiety Wolności” w Gdańsku

Joanna Szczęsna (ur. 2 grudnia 1949 w Łodzi) – polska dziennikarka, reporterka i pisarka, działaczka opozycji demokratycznej w okresie PRL.

## Życiorys
Studiowała na Uniwersytecie Łódzkim. Od 1968 związana z opozycją demokratyczną. W trakcie wydarzeń marcowych w tymże roku uczestniczyła w strajku okupacyjnym na UŁ. Później działała w niejawnej organizacji Ruch, redagowała podziemny biuletyn „Informator”. Po rozbiciu tej grupy w lipcu 1970 została aresztowana (na okres do kwietnia 1971), skazano ją na karę pozbawienia wolności z warunkowym zawieszeniem jej wykonania i usunięto z uczelni.
W 1976 ukończyła polonistykę na Katolickim Uniwersytecie Lubelskim. Rok wcześniej podjęła pracę w Rozgłośni Harcerskiej. Związana od 1976 Komitetem Obrony Robotników i następnie Komitetem Samoobrony Społecznej „KOR”. Zajmowała się dystrybucją prasy niezależnej, pisywała w „Biuletynie Informacyjnym KSS „KOR””. W maju 1977 uczestniczyła w pierwszej zorganizowanej przez środowisko KOR-u głodówce w kościele św. Marcina w Warszawie. Od tegoż roku do 1980 objęta zakazem pracy w szkolnictwie. W sierpniu 1980 brała udział w strajku w Stoczni Gdańskiej, współtworzyła Agencję Prasową Solidarności „AS” przy Regionie Mazowsze NSZZ „Solidarność”. Od powstania związana z „Tygodnikiem Mazowsze”, przygotowywała pierwszy numer, który nie wyszedł w związku z wprowadzeniem stanu wojennego. W 1982 współorganizowała podziemny „TM”, w którym publikowała do 1989. Pozostawała wówczas w ukryciu, w lipcu 1982 została zatrzymana i następnie aresztowana, zwolniono ją w październiku tego samego roku. W późniejszych latach zatrzymywana przez funkcjonariuszy państwowych i poddawana rewizjom.
W roku akademickim 1989/1990 była stypendystką Programu Fulbrighta na Uniwersytecie Stanforda. Od 1989 zawodowo związana z „Gazetą Wyborczą”.
Wspólnie z Anną Bikont jest autorką książek: Pamiątkowe rupiecie, przyjaciele i sny Wisławy Szymborskiej (1997), Limeryki, czyli O plugawości i promienistych szczytach nonsensu (1998), Epitafia, czyli Uroki roztaczane przez niektóre zwłoki (1998), a także publikacji Lawina i kamienie. Pisarze wobec komunizmu (2006). Za tę ostatnią obie autorki uhonorowano w 2007 Nagrodą Wielką Fundacji Kultury.

## Odznaczenia
W 1999 otrzymała odznakę Zasłużony Działacz Kultury. W 2006 prezydent Lech Kaczyński odznaczył ją Krzyżem Komandorskim Orderu Odrodzenia Polski.